# Panaspis tristaoi
Panaspis tristaoi — вид сцинкоподібних ящірок родини сцинкових (Scincidae). Мешкає в Західній Африці. Вид названий на честь португальського мореплавця і дослідника Нуну Тріштана.

## Поширення і екологія
Panaspis tristaoi мешкають в Сенегалі, Гвінеї-Бісау, Гвінеї, Кот-д'Івуарі і Гані. Вони живуть у вологих саванах і відкритих тропічних лісах, серед опалого листя.